# Pierre Chaubon
 (août 2022).
La mise en forme du texte ne suit pas les recommandations de Wikipédia : il faut le « wikifier ».
Les points d'amélioration suivants sont les cas les plus fréquents :
- Les titres sont pré-formatés par le logiciel. Ils ne sont ni en capitales, ni en gras.
- Le texte ne doit pas être écrit en capitales (les noms de famille non plus), ni en gras, ni en italique, ni en « petit »…
- Le gras n'est utilisé que pour surligner le titre de l'article dans l'introduction, une seule fois.
- L'italique est rarement utilisé : mots en langue étrangère, titres d'œuvres, noms de bateaux, etc.
- Les citations ne sont pas en italique mais en corps de texte normal. Elles sont entourées par des guillemets français : « et ».
- Les listes à puces sont à éviter, des paragraphes rédigés étant largement préférés. Les tableaux sont à réserver à la présentation de données structurées (résultats, etc.).
- Les appels de note de bas de page (petits chiffres en exposant, introduits par l'outil «  Source ») sont à placer entre la fin de phrase et le point final[comme ça].
- Les liens internes (vers d'autres articles de Wikipédia) sont à choisir avec parcimonie. Créez des liens vers des articles approfondissant le sujet. Les termes génériques sans rapport avec le sujet sont à éviter, ainsi que les répétitions de liens vers un même terme.
- Les liens externes sont à placer uniquement dans une section « Liens externes », à la fin de l'article. Ces liens sont à choisir avec parcimonie suivant les règles définies. Si un lien sert de source à l'article, son insertion dans le texte est à faire par les notes de bas de page.
- La présentation des références doit suivre les conventions bibliographiques. Il est recommandé d'utiliser les modèles {{Ouvrage}}, {{Chapitre}}, {{Article}}, {{Lien web}} et/ou {{Bibliographie}}. Le mode d'édition visuel peut mettre en forme automatiquement les références.
- Insérer une infobox (cadre d'informations à droite) n'est pas obligatoire pour parachever la mise en page.

Pour une aide détaillée, merci de consulter Aide:Wikification.
Si vous pensez que ces points ont été résolus, vous pouvez retirer ce bandeau et améliorer la mise en forme d'un autre article.
Pierre Chaubon est un haut fonctionnaire français et homme politique corse, né le 17 juillet 1953 à Bastia et mort le 28 avril 2020,.
Il est membre du Conseil d’État de 1998 à 2020, maire de Nonza (Haute-Corse) de 1982 à 2001 puis de 2014 jusqu’à sa mort, président de la Communauté de communes du Cap Corse de 1995 jusqu’à sa mort et conseiller élu à l’Assemblée de Corse de 1999 à 2017.

## Jeunesse
Pierre Chaubon est né le 17 juillet 1953 à Bastia (Haute-Corse). Il partage sa jeunesse entre la ville de Bastia et le village de Nonza, dont est originaire sa mère Christiane Canale, infirmière. Il poursuit sa scolarité dans les établissements scolaires publics de Bastia, notamment au Lycée Marbeuf (rebaptisé Lycée Jean Nicoli) .
Après son baccalauréat (série C), il engage des études de sciences économiques à l’université d’Aix-Marseille, qu’il complètera ensuite par un cursus de sciences politiques à Paris. Il est diplômé d’une maîtrise de sciences économiques (université d’Aix-Marseille – 1975), d’une maîtrise de droit public (université de Paris XI – 1978), d’un diplôme d’études approfondies de sciences politiques (université de Paris II – 1979) et d’un diplôme d’études approfondies d’économie et civilisation (université de Paris II – 1980). Il publie « Découvertes scientifiques et pensée politique au XIXe siècle » (Presses Universitaires de France, 1981), qui est récompensé par le prix Legs Veuve Forest pour l'année universitaire 1980.
Au cours de ses études à Paris, il rencontre Henriette Rossi, née à Bastia, qu’il épouse en 1980 à Nice. Ils ont deux enfants, Dominique et Caroline.
Pierre Chaubon est intervenu à plusieurs reprises dans différentes institutions d’enseignement supérieur (Instituts Régionaux d’Administration (IRA), Université de Corse, Institut d’Études Politiques de Paris, etc.).

## Parcours dans la fonction publique
Pierre Chaubon entame son parcours professionnel en 1979, en tant que chargé de mission puis chef de bureau au ministère de l’environnement, où il est notamment chargé de la vie associative, de l’éducation à l’environnement et du suivi des « contrats de plan ». En 1985, il devient chef de la mission d’appui aux services extérieurs à la direction du tourisme et chargé de mission auprès du directeur du tourisme au ministère du tourisme.
En 1988, il est nommé conseiller technique au cabinet de Jacques Pelletier, ministre de la coopération et du développement, où il est chargé des relations avec le Parlement et les élus et du développement touristique. Il devient ensuite conseiller au cabinet de Roland Dumas, ministre des affaires étrangères, de 1991 à 1993, où il est chargé notamment des relations avec le Parlement et les élus et de l’environnement. Il a notamment participé à la préparation de la Conférence des Nations unies pour l’environnement et le développement de Rio en 1992.
En 1993, Pierre Chaubon est nommé délégué (1993-1996) puis délégué général (1996-1998) du médiateur de la République. Créé en 1973 pour faciliter les relations entre les citoyens et l’administration et proposer des solutions équitables et non-juridictionnelles aux conflits pouvant les opposer, le médiateur de la République voit son indépendance et ses attributions renforcées à partir de 1992. Parallèlement, Pierre Chaubon exerce des fonctions de chargé de mission auprès du président du Conseil constitutionnel (1996-1998).
Il est nommé en 1998 maître des requêtes au Conseil d’État au tour extérieur, puis Conseiller d’État en 2011. Au sein de la section du contentieux du Conseil d’État, il est notamment rapporteur de la décision d’Assemblée Mme Perreux (Conseil d'État, Assemblée, 30 octobre 2009, Mme Perreux), qui redéfinit le cadre juridique de l’invocabilité des directives européennes devant le juge administratif. Pierre Chaubon exerce également des fonctions de rapporteur au sein de la section des travaux publics (2001-2013), puis de la section de l’administration (2013-2020) du Conseil d’État.

## Parcours politique en Corse
Pierre Chaubon est élu maire de Nonza en janvier 1982, à l'âge de 29 ans. Dans le cadre de ses fonctions de maire, il a assuré le développement maîtrisé du site classé qu'est la commune de Nonza. Il a, par ailleurs, notamment contribué à assurer la rénovation de l'église du village, organisé des manifestations culturelles importantes, dont celles du 15 août, associant les habitants aux créations artistiques, créé un espace sport et permis la sécurisation du site historique comprenant la tour de Nonza.
Pierre Chaubon est élu en 1985 président du Syndicat Mixte intercommunal du Cap Corse, chargé d’élaborer pour les communes du Cap Corse une Charte intercommunale de développement et d’aménagement. Dans ce cadre, il milite pour la création d’une véritable communauté de communes du Cap Corse, en dépit de l’opposition de certains élus. La Communauté de communes du Cap Corse est créée le 26 décembre 1995. Pierre Chaubon en est élu président la même année et le restera jusqu’à sa mort (1995-2020). Au cours de ces années, la Communauté de communes du Cap Corse voit ses compétences largement étendues sous l’effet des lois de décentralisation .
Pierre Chaubon est également Conseiller à l’Assemblée de Corse de 1999 à 2017. Il est élu en 1999 avec la liste Corse Social Démocrate (divers gauche) conduite par Simon Renucci, alors maire d’Ajaccio. Au sein de l’Assemblée de Corse puis de la Collectivité de Corse, Pierre Chaubon travaille notamment sur les affaires institutionnelles. Il est élu président de la Commission des Compétences législatives et réglementaires de l’Assemblée de Corse en 2010, puis rapporteur de cette commission (2015-2017). 
Dans ce cadre, Pierre Chaubon mène les travaux de rédaction du rapport « Les institutions particulières de la Corse : le constat, les évolutions nécessaires » (27 septembre 2013) sur les compétences institutionnelles de la Corse. Adopté à une large majorité par l’Assemblée de Corse (46 voix sur 51), ce rapport constate le manque d’effectivité des différents statuts institutionnels censés conférer aux institutions corses un pouvoir d’adaptation des lois et règlements nationaux aux spécificités de l’île. Le rapport propose de définir un cadre institutionnel nouveau, spécifique à la Corse, conférant à la Collectivité de Corse de plus grandes compétences normatives afin d’assurer son développement économique, social et culturel. Le rapport recommande en particulier d’assoir cette évolution en inscrivant la Corse dans la Constitution.
En outre et toujours dans le cadre de cette commission, Pierre Chaubon plaide pour la création d’une « collectivité unique » de la Corse, fusionnant la collectivité territoriale de Corse avec les deux conseils départementaux (Haute-Corse et Corse du Sud). L’Assemblée de Corse se prononce en faveur de cette réforme, parfois qualifiée de « Réforme Chaubon », par la Délibération no 14/207 AC de l'Assemblée de Corse prise au titre de l'article L. 4422-16 du code général des collectivités territoriales et portant proposition de réforme de l'organisation territoriale de la Corse. La Collectivité de Corse issue de cette fusion est créée le 1er janvier 2018, en application de la loi portant nouvelle organisation territoriale de la République (NOTRe) du 7 août 2015,.
Au-delà des questions institutionnelles, Pierre Chaubon s’investit dans l’ensemble des politiques publiques de la Collectivité de Corse. Il est notamment administrateur de l’Office du développement agricole et rural de la Corse (1999-2004), de l’Office du Tourisme de la Corse (1999-2004) et de l’Office des transports de la Corse (2004-2015).

## Décorations
- Chevalier de la Légion d’honneur[27]
- Chevalier de l’Ordre national du mérite[28]
- Chevalier des Palmes académiques[28]
- Chevalier des Arts et Lettres[28]